# كارل كومر
كارل كومر (مواليد 3 أغسطس 1909) هو ملاكم سويسري، مثّل بلاده في الألعاب الأولمبية الصيفية 1936.

## روابط خارجية
كارل كومر على موقع أوليمبيديا (الإنجليزية)